# Блатне Ремети
Блатне Ремети (словац. Blatné Remety) — село в Словаччині в районі Собранці Кошицького краю. Село розташоване на висоті 103 м над рівнем моря. Населення — близько 500 чол. Вперше згадується в 1340 році. В селі є бібліотека, спортивний зал та футбольне поле.
1345 року згадується як Remethe, 1419-го зазначається під назвою Alsoremethe. В документі 1808 року іменується Blatné Remjaty, 1920-го — Nižné Remety, від 1927 зветься Blatné Remety. Угорська назва — Sarosremete.

## Населення
| Рік:            | 1994. | 2004.    | 2014.    | 2024.   |
| --------------- | ----- | -------- | -------- | ------- |
| Кількість осіб: | 445   | 503      | 663      | 626     |
| Різниця:        |       | +13,03 % | +31,80 % | -5,58 % |

| Рік:            | 2023. | 2024.   |
| --------------- | ----- | ------- |
| Кількість осіб: | 619   | 626     |
| Різниця:        |       | +1,13 % |

## Пам'ятки
У селі є греко-католицька церква святих Кирила і Мефодія з 20 століття та православна церква Народження Святого Івана Хрестителя з 20 століття.